# ك. س. دوغلاس
ك. س. دوغلاس (بالإنجليزية: K. C. Douglas)‏ هو مغني أمريكي، ولد في 21 نوفمبر 1913 في Sharon, Madison County, Mississippi ‏ في الولايات المتحدة، وتوفي في 18 أكتوبر 1975 في بيركيلي في الولايات المتحدة بسبب نوبة قلبية.